# Оуен Гериът
Оуен Кей Гериът (на английски: Owen Kay Garriott е бивш астронавт на НАСА, доктор по философия. Един от неговите синове - Ричард Гериът е известния разработчик на компютърни игри и шести космически турист.

## Биография
Роден е на 22 ноември 1930 г. в гр. Енид, Оклахома, САЩ. Оуен завършил училище в родния си град през 1948 г., а след това продължил образованието си и получил през 1953 г. степента бакалавър по електротехника в Университета в Оклахома. През 1957 г. получава магистърска степен по същата специалност в Станфордския университет. След три години защитил в Станфорд дисертация и става доктор на науките. По-нататък се занимава с изучаване на физиката на йоносферата и е написал по тази тема повече от 45 научни статии и доклади и една книга.
През 1966 г. Гериът получава квалификация пилот на реактивен самолет, като преминал едногодишна програма по обучение във ВВС на САЩ. По това време той вече е приет в отряда на американските астронавти (от 1965). На 28 юли 1973 г. Гериът полита за първи път в космоса като научен сътрудник на космическия кораб Скайлаб-3. Екипажът включва още командирът Алън Бийн и пилотът Джек Лузма и прекарват почти 60 дни на орбиталната станция „Скайлаб“, като поставят нов рекорд по престой в космоса, двойно по-голям от предишния. Провеждат многобройни изследвания на Слънцето, земните ресурси и експерименти по адаптацията на човека към безтегловността.
Вторият си и последен космически полет Оуен извършва от 28 ноември до 8 декември 1983 г. в като специалист на полета на совалката „Колумбия“, мисия STS-9. По време на този полет са изпълнени повече от 70 експеримента в шест различни области, най-вече да се докаже пригодността на лабораторията "Спейслаб-1" за провеждане на научни изследвания. За първи път в историята на космонавтиката Оуен Гериът провежда от борда на космическия кораб няколко сеанса с радиолюбители (позивна W5LFL).
Космическата кариера на Гериът е могла да продължи, но става катастрофата с „Чалънджър“, заради която полетите на совалките са преустановени за няколко години.
| Космически полети на Оуен Гериът                              | Космически полети на Оуен Гериът | Космически полети на Оуен Гериът | Космически полети на Оуен Гериът | Космически полети на Оуен Гериът   |
| №                                                             | Дата                             | КК                               | Функции                          | Продължителност                    |
| ------------------------------------------------------------- | -------------------------------- | -------------------------------- | -------------------------------- | ---------------------------------- |
| 1                                                             | 28 юли 1973                      | „Скайлаб-3“                      | Научен специалист                | 59 денонощия 11 часа 9 мин 4 сек.  |
| 2                                                             | 28 ноември 1983                  | „STS-9“                          | специалист на мисията            | 10 денонощия 7 часа 48 мин 17 сек. |
| Сумарно време в космоса – 69 денонощия 18 часа 57 мин 21 сек. |                                  |                                  |                                  |                                    |

От 1984 до 1986 г. Гериът участва в проекта на НАСА по създаването на орбитална станция, а от лятото на 1986 г. излиза от отряда на астронавтите и се занимава с частен бизнес.